# Воллоно, Альдо
Альдо Воллоно (итал. Aldo Vollono; 3 августа 1906, Генуя — 5 июня 1946, Брунате, Ломбардия) — итальянский футболист, защитник и полузащитник.

## Биография
Альдо Воллоно родился 3 августа 1906 года в итальянском городе Генуя.
Играл в футбол на позициях защитника и полузащитника. В 1928—1930 годах играл за «Триестину». В первом сезоне сыграл 8 матчей, во втором в Серии А — 12 матчей, забил 2 мяча.
В сезоне-1930/31 выступал за «Ювентус», в составе которого стал чемпионом Италии. Провёл 11 матчей, мячей не забивал.
Сезон-1931/32 снова провёл в «Триестине», сыграл 11 матчей, забил 3 гола.
В сезоне-1932/33 выступал за «Унион Спортиве Бари», однако не закрепился в составе, проведя всего 2 матча.
Сезон-1933/34 провёл в чемпионате Франции в составе «Антиба», сыграв только 1 матч.
Умер 5 июня 1946 года в итальянской коммуне Брунате.

## Достижения

### Командные
«Ювентус»
- Чемпион Италии (1): 1930/31.